# Translocació robertsoniana
En genètica es denomina translocació Robertsoniana, canvi Robertsoniana o polimorfisme Robertsoniana a les fusions o fissions cromosòmiques, és a dir, a les variacions en el nombre de cromosomes que sorgeixen per unió de dos cromosomes acrocèntrics (aquells que tenen el centròmer més proper a un extrem, similar a un braç curt molt) en un sol cromosoma metacèntric (aquells en què el centròmer està en el punt mitjà, com dos braços curts i llargs), el que determina una disminució del nombre haploide. O, per contra, a les que sorgeixen per fissió o trencament d'un cromosoma metacèntric en dos cromosomes acrocèntrics, en aquest cas augmentant el nombre haploide.